# روكسان دنبر أورتيز
روكسان دنبر أورتيز (بالإنجليزية: Roxanne Dunbar-Ortiz)‏ (من مواليد 10 سبتمبر عام 1938) هي مؤرخة وكاتبة وناشطة أمريكية قديمة.

## بداية حياتها وتعليمها
وُلدت روكسان دنبر أورتيز في سان أنطونيو بولاية تكساس في عام 1938 لأسرة من أوكلاهوما وترعرت في أوكلاهوما كابنة لأسرة مزارعة، ولأم اعتقدت دنبر أنها من الأمريكيين الأصليين. كان جد دنبر الأكبر، وهو مستوطن من أصل اسكوتلندي إيرلندي، مزارعًا وطبيبً بيطريًا وناشطًا عماليًا وعضوًا في الحزب الاشتراكي في أوكلاهوما، وأيضًا عضوًا في منظمة العمال الصناعيين في العالم. سُمي والدها تيمنًا بقائد منظمة العمال الصناعيين في العالم موير هايوود بيتيبون سكاربيري دنبر. ألهمتها القصص التي رواها له والدها عن جدها بأن تصبح ناشطة في مجال العدالة الاجتماعية كامل حياتها.
بعد أن تزوجت وهي في الثامنة عشر من عمرها، انتقلت مع زوجها إلى سان فرانسيسكو بعد ثلاث سنوات، وعاشت معظم سنوات حياتها هناك منذ ذلك الحين، وذلك بالرغم من انتهاء الزواج. تزوجت فيما بعد من الكاتب سيمون جيه أورتيز.
تخرجت روكسان من جامعة سان فرانسيسكو الحكومية عام 1963 وتخصصت في التاريخ. بدأت دراستها العليا في قسم التاريخ بجامعة كاليفورنيا في بيركلي، لكنها انتقلت إلى جامعة كاليفورنيا في لوس أنجلوس بعد أن أكملت الدكتوراه في التاريخ عام 1974. بالإضافة إلى الدكتوراه، أكملت دبلومًا في القانون الدولي لحقوق الإنسان في المعهد الدولي لحقوق الإنسان في ستراسبورغ فرنسا عام 1983، وماجستيرًا في الفنون الجميلة في قسم الكتابة الإبداعية في كلية ميلز عام 1993.

## النشاط
كانت من عام 1967 إلى عام 1974 ناشطة بدوام كامل تعيش في أجزاء مختلفة من الولايات المتحدة الأمريكية إذ سافرت إلى أوروبا والمكسيك وكوبا. وهي أيضًا مخضرمة في حركة تحرير المرأة.
في عام 1974، قبلت منصب أستاذة مساعدة في برنامج دراسات الأمريكيين الأصليين حديث المنشأ في جامعة ولاية كاليفورنيا في هايوارد، حيث ساعدت في تطوير قسم الدراسات الإثنية ودراسات المرأة. في أعقاب واقعة «الركبة المجروحة» عام 1973، أصبحت ناشطة في الحركة الهندية الأمريكية وفي المجلس الدولي للمعاهدات الهندية، وبدأت التزامًا دائمًا بحق الشعوب الأصلية في تقرير مصيرها وفي حقوق الإنسان الدولية.